# Celatone

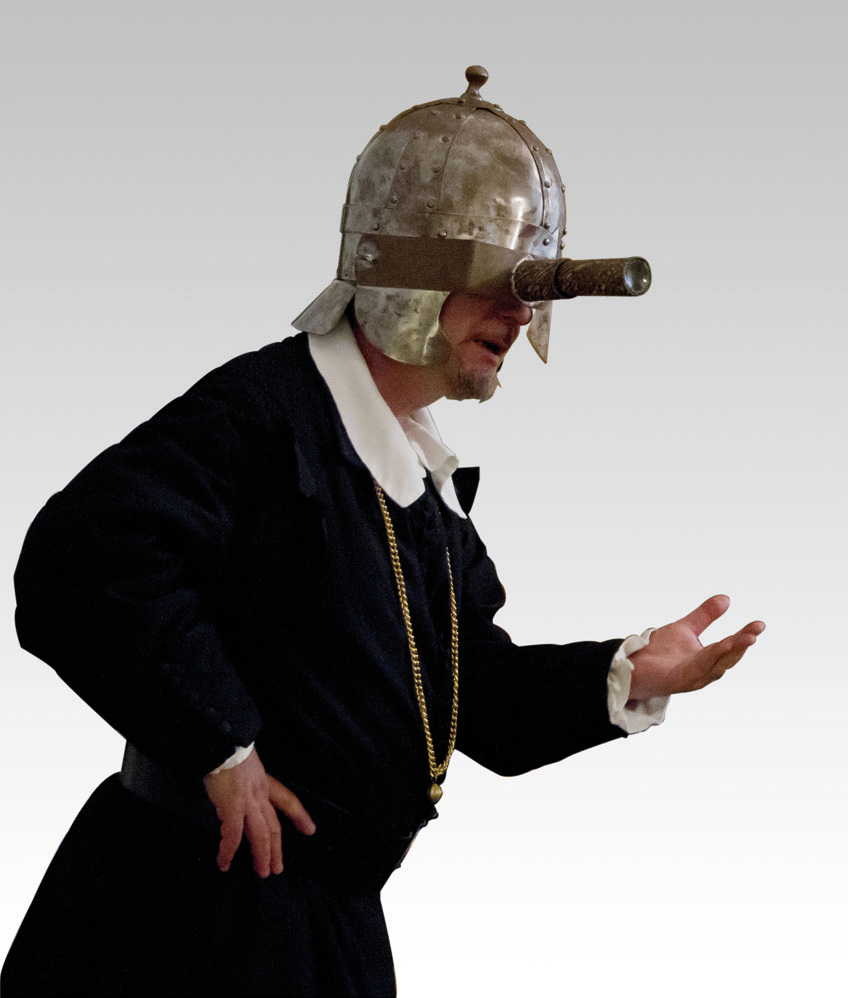
Utilisation d'un celatone.

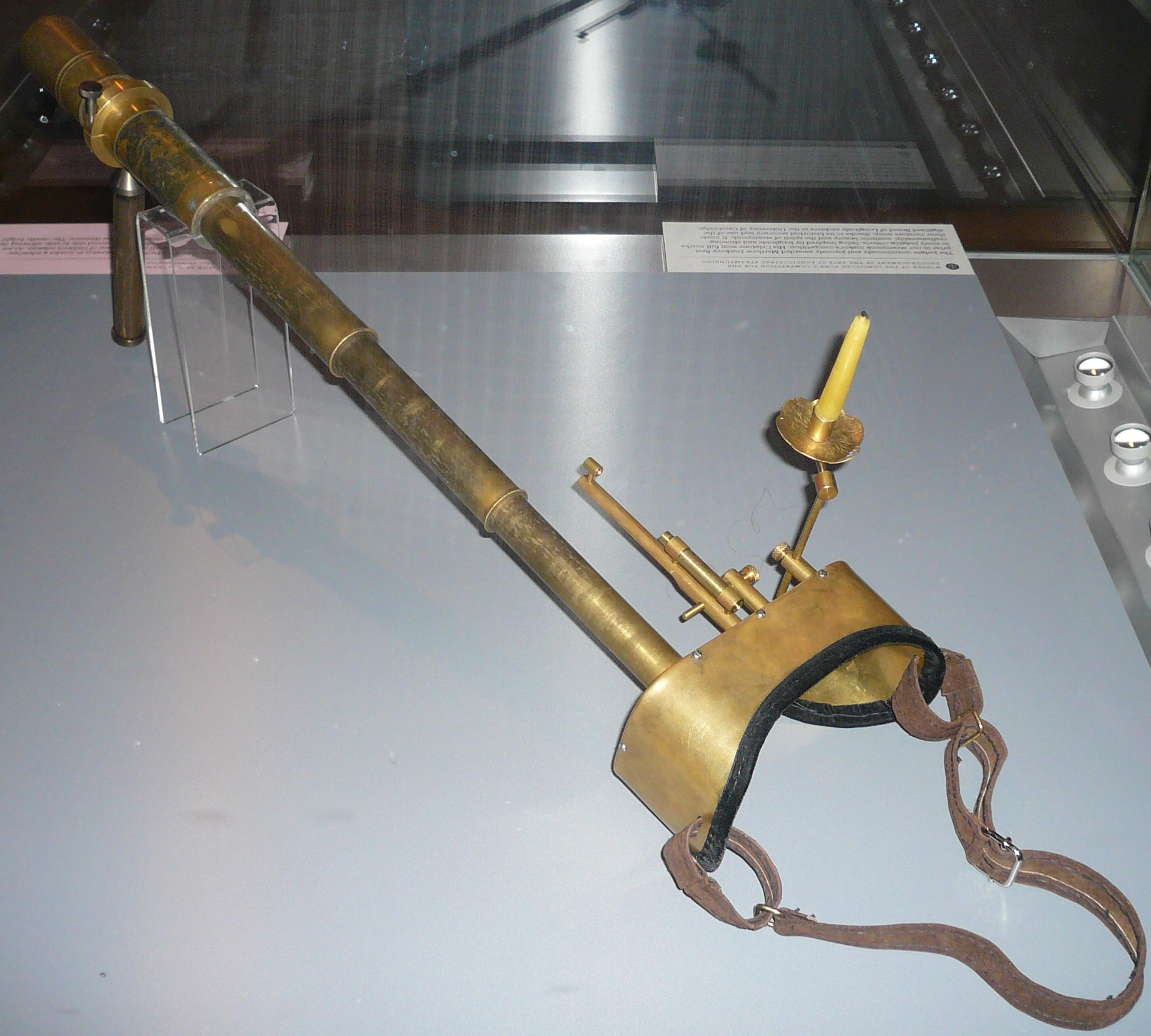
Celatone de Matthew Dockrey exposée à l'Observatoire royal de Greenwich, Royaume-Uni.

Le celatone est un appareil inventé par Galilée pour observer les satellites galiléens dans le but déterminer la longitude sur Terre. Il prend la forme d'un morceau de couvre-chef avec un télescope prenant la place d'un œil,,.

## Versions modernes
En 2013, Matthew Dockrey crée une réplique de celatone, en utilisant des notes d'une version créée par Samuel Parlour. D'avril 2014 à janvier 2015, le célatone de Dockrey est exposé à l'Observatoire royal de Greenwich.